# Brian Warner (astronome)
Cet article concerne l'astronome sud-africain. Pour l'astronome américain, voir Brian D. Warner.
Pour les articles homonymes, voir Brian Warner et Warner.
Brian Warner est un astronome sud-africain. Il fut vice-président de l'Union astronomique internationale de 2003 à 2009.